# Ulica Żeglarska w Toruniu
Ulica Żeglarska w Toruniu – jedna z ulic na terenie Starego Miasta w Toruniu.
Ulica Żeglarska prowadzi od południowo-wschodniego narożnika Rynku Staromiejskiego do Bramy Żeglarskiej, ma długość ok. 220 m i przebieg południkowy. W średniowieczu północny odcinek ul. Żeglarskiej nosił nazwę ul. Kurzej, odcinek od Kopernika do Rabiańskiej był nazywany różnie, najczęściej w odniesieniu do wieży kościoła św. Janów („naprzeciwko wieży św. Jana”, „pod wieżą św. Jana”), a odcinek od Rabiańskiej do bramy Żeglarskiej był nazywany tak jak dzisiaj – ul. Żeglarską.

## Historia
W średniowieczu była to jedna z najważniejszych ulic miasta, a także jedno z miejsc, gdzie najwcześniej stawiano domy murowane w Toruniu. Stąd najstarsza nazwa zachowana w źródłach – Ziglergasse mogła nawiązywać do murowanego charakteru ulicy („ceglarska”). Żeglarska należy do najszerszych ulic na Starym Mieście. W okresie nowożytnym ulica stanowiła część Via Regia, „Drogi Królewskiej”, którą do miasta wjeżdżali królowie Polski.
W 1741 roku ulica został wybrukowany.

## Wybrane obiekty
- Bazylika katedralna św. św. Janów -  gotycki, ceglany kościół zbudowany ok. 1270–1330[4], od 1935 roku noszący status Bazyliki Mniejszej[5],
- nr 5 – dawny dom kompanijny kupców bractwa kupieckiego[6], jedna z najstarszych kamienic murowanych w mieście pochodząca z końca XIII w.[potrzebny przypis]; wewnątrz zachowane gotyckie polichromie z XIV w.[6], przedstawiające sceny Nawiedzenia, Zwiastowania, Pokłonu Trzech Króli, Koronacji Najświętszej Marii Panny oraz Walkę św. Jerzego ze smokiem[7],
- nr 7 – kamienica gotycka z końca XIV-XV w., przebudowana w 1. poł. XVIII w.;[potrzebny przypis] zachowane barokowe drewniane schody oraz polichromowane stropy[8],
- nr 8 – Pałac Dąmbskich (błędnie nazywany pałacem biskupów kujawskich)[potrzebny przypis] – barokowy pałac miejski zbudowany na zrębie dwóch gotyckich kamienic w końcu XVII w.[8], z fasadą o stiukowej dekoracji[potrzebny przypis],
- nr 9 – kamienica gotycka z XV w., przebudowana w XIX w., regotyzowana po 1970 roku[potrzebny przypis]
- nr 10 – kamienica gotycka z 2. poł. XIV., przebudowana w XVIII i pod koniec XIX w.[9],
- nr 13 – kamienica gotycka z ok. 1400 roku, przebudowywana m.in. w XVII wieku[10]; w latach 1992–1994 restaurowana[11]. Wewnątrz zachowane elementy gotyckie (wnęka z misą do umywania rąk, kominki) i fragmenty malowideł ściennych z XIV i XVII wieku[11].
- nr 22 – dawny pałac burmistrza Riessa, pierwotnie rokokowy z XVIII w., przebudowany w XIX w.[potrzebny przypis]